# Empis liodes
Empis liodes är en tvåvingeart som beskrevs av Mario Bezzi 1909. Empis liodes ingår i släktet Empis och familjen dansflugor. Inga underarter finns listade i Catalogue of Life.